# Ранчи (округ)
Ранчи (хинди राँची जिला; англ. Ranchi) — округ в индийском штате Джаркханд. Образован в 1832 году. Административный центр — город Ранчи, являющийся также столицей Джаркханда. Площадь округа — 7698 км². По данным всеиндийской переписи 2001 года население округа составляло 2 785 064 человека. Уровень грамотности взрослого населения составлял 64,6 %, что выше среднеиндийского уровня (59,5 %). Доля городского населения составляла 35,1 %. В 2007 году из состава округа Ранчи был выделен новый округ Кхунти.